# Curdworth
Curdworth – wieś w Anglii, w hrabstwie Warwickshire, w dystrykcie North Warwickshire. Leży 30 km na północ od miasta Warwick i 159 km na północny zachód od Londynu.